# حي الصاخور
حي الصاخور هو أحد الأحياء السكنية في مدينة حلب في سوريا، ويقع الحي في القسم الشمالي الشرقي لمدينة حلب، يحتوي الحي على عدة مدراس ومساجد ومستشفيات وغيرها من الخدمات، إذ يعد الحي من الأحياء السكنية المهمة في حلب.

## التركيبة السكانية
معظم قاطني حي الصاخور هم من العرب، كما يوجد أيضاً أقليات من الأكراد والتركمان.

## انظر ايضاً
حي الزبدية